# Ефимович, Андрей Александрович
Андрей Александрович Ефимович (1773—1823) — русский генерал-майор, участник русско-турецких и Наполеоновских войн, кавалер ордена св. Георгия и золотого оружия «За храбрость».

## Биография
Родился в 1773 году, происходил из малороссийских дворян Махновского уезда Киевской губернии. Зачисленный в 1789 году фурьером в лейб-гвардии Преображенский полк, Ефимович сразу же принял участие в русско-турецкой войне и за отличия был произведён в 1792 году в поручики и переведён в Екатеринославский кирасирский полк и затем переведён в 1794 году ротмистром в Александрийский гусарский полк. В чине подполковника Ефимович принял участие с полком в войне с Францией в 1806—1807 годов и находился в сражениях при Чарнове, Пултуске и Янкове, где был ранен. 2 июня 1807 года, при отступлении от Фридланда, он спас с Александрийскими гусарами 29 орудий, брошенных на берегу Алле, и доставил их в Алленбург. Награждённый 20 мая 1808 года орденом св. Георгия 4-й степени
В воздаяние отличнаго мужества и храбрости, оказанных в сражении против французских войск 2 июня при Фридланде, где, командуя полком, ударил во фланг и тыл неприятельской конницы, с отменным мужеством опрокинул её и с не малым уроном принудил к бегству, причем храбро подвигался, находясь всегда впереди, служил примером для своих подчиненных. Когда же приказано было армии перейти реку, спас оставшиеся 29 орудий с зарядными ящиками, которые взяв с собою и следуя по той стороне реки, прикрывал до самого Аленбурга, где и присоединился к армии
Ефимович 12 декабря того же года был произведён в полковники и 12 мая следующего года назначен командиром Александрийского гусарского полка. Командированный с полком в 1810 году в Молдавскую армию на Дунайский театр русско-турецкой войны, он находился при осаде Силистрии и Шумлы и в сражении при Батине и был награждён орденом св. Анны 2-й степени и золотой саблей с надписью «За храбрость». В Отечественную войну Ефимович состоял в 3-й резервной армии и участвовал в сражениях при Кобрине, Городечне и Борисове. В заграничной кампании 1813 году он находился в сражениях при Лютцене и Бауцене и особенно отличился при Кацбахе, отбив в составе Гусарской дивизии Васильчикова 42 орудия, за что получил алмазные знаки к ордену св. Анны 2-й степени, в сражении при Лютцене был ранен осколком в голову, но остался в строю. 7 января 1814 года в сражении при Бриенне, Александрийский полк напал на дивизию Дюэма и отбил 8 орудий с зарядными ящиками. За этот подвиг гусары получили Георгиевские трубы, а их храбрый командир — чин генерал-майора (30 августа 1814 года, со старшинством от 17 января 1814 года); далее Ефимович со своим полком принимал участие в сражениях при Ла-Ротьере и Фер-Шампенуазе. По возвращении в Россию Ефимович был назначен состоять при начальнике 2-й драгунской дивизии, 20 декабря 1818 года назначен командиром 1-й бригады 2-й драгунской дивизии (в «Военной энциклопедии» Сытина ошибочно говорится что Ефимович получил в командование саму дивизию).
Дата смерти Ефимовича точно неизвестна, он был исключен из списков умершим 24 августа 1823 года, следовательно умер несколько ранее этой даты. В «Словаре русских генералов» ошибочно указано что Ефимович умер 4 сентября, в черновых материалах «Русского биографического словаря» А. А. Половцова называется 4 августа 1823 года.